# Franciscaines de l'Immaculée Conception (Mexique)
Les franciscaines de l'Immaculée Conception (en latin : Sororum Franciscalium ab Immaculata Conceptione) est une congrégation religieuse hospitalière et enseignante de droit pontifical.

## Historique
La congrégation est fondée en 1874 à Mexico sous le nom de Filles du Cœur de Marie par le franciscain José del Refugio Morales Córdova (1836-1894) avec l'aide de Dolores Vázquez (1850-1896) en religion María de la Luz du Christ Crucifié.
Le 8 juillet 1905, l'Immaculée Conception est choisie comme patronne principale de l'institut ; à partir de cette date, les religieuses abandonnent le nom de filles du Cœur de Marie pour celui de franciscaines de l'Immaculée Conception. Le 27 avril 1921, l'institut est agrégé à l'ordre des frères mineurs et reçoit l'approbation diocésaine le 4 août 1924 de Mgr José Mora y del Río (es), archevêque de l'archidiocèse de Mexico .
La congrégation reçoit le décret de louange le 9 juillet 1947 et ses constitutions sont définitivement approuvées par le Saint-Siège le 25 septembre 1963.
Humilde Patlán Sánchez (17 mars 1895 - 17 juin 1970) supérieure générale de la congrégation pendant plus de vingt-quatre ans est reconnue vénérable le 16 juin 2017 par le pape François.

## Activités et diffusion
Les franciscaines de l'Immaculée Conception se consacrent à l'éducation de la jeunesse, au soin des malades, à l'assistance des personnes âgées et à l'enseignement du catéchisme .
Elles sont présentes en : 
- Amérique du Nord : États-Unis, Mexique.
- Amérique centrale : Costa Rica, Guatemala, Honduras, Nicaragua, Salvador.
- Amérique du Sud : Argentine, Chili, Pérou.
- Europe : Espagne, Italie.
- Afrique : Centrafrique, Guinée-Bissau.

La maison-mère est à Mexico.
En 2017, la congrégation comptait 1008 sœurs dans 151 maisons.